# Контылькы
Контылькы (устар. Кондый-Кы) — река в России, протекает по территории Туруханского района Красноярского края и Красноселькупского района Ямало-Ненецкого автономного округа. Берёт начало в озере Контылькы на высоте 90 метров над уровнем моря. Устье реки находится в 1099 км по правому берегу реки Таз. Длина реки составляет 108 км.
В низовьях по правому берегу расположено урочище Пиркымачи. По нижнему течению реки проходит граница Красноярского края и Ямало-Ненецкого автономного округа.

## Притоки (км от устья)
- 15 км: Чатылькы
- 50 км: Няккыльто
- 62 км: Пальцакы
- 72 км: Орлова
- 101 км: Тальниковая

## Данные водного реестра
По данным государственного водного реестра России относится к Нижнеобскому бассейновому округу, водохозяйственный участок реки — Таз, речной подбассейн реки — подбассейн отсутствует. Речной бассейн реки — Таз.
Код объекта в государственном водном реестре — 15050000112115300063754.